# Mas d'en Guerra
El Mas d'en Guerra, o de Comabella, és una masia a la dreta de la carretera que va de Montmell a Rodonyà a través del terme de Vila-rodona. Presenta l'estructura característica resultant del creixement orgànic de la masia catalana: un nucli primitiu d'habitatge amb dependències diverses, i construccions afegides al llarg del temps que integren un conjunt unitari. El nucli principal de la masia del mas d'en Guerra és construït per un gran edifici amb coberta a dues vessants, en un costat del qual s'eleva una torre quadrada. Hi ha també una capella dedicada a Santa Maria.
L'edifici del mas d'en Guerra presenta elements de diverses etapes constructives. L'Arxiu Històric del COAC de Tarragona en situa l'origen dintre del segle xvii.
L'actual propietari ha restaurat el conjunt i utilitza la masia com a residència d'estiu. Les tasques d'explotació econòmica del mas són realitzades per un masover que viu a la masia de manera permanent.